# Beekpunge
Beekpunge (Veronica beccabunga) is een plant uit de weegbreefamilie (Plantaginaceae). De stengel en het blad van deze waterminnende plant zijn kaal en iets vlezig. Het is een vaste plant, in de winter bladhoudende soort. De bladeren bevatten antivriesstoffen.
Het verspreidingsgebied bestaat uit vrijwel geheel Europa, het westen en noorden van Azië en ook in Noord-Afrika wordt de plant aangetroffen. De soort is in de Lage Landen vrij algemeen, maar zeldzaam in voedselarme zandstreken en in zeeklei- en brakwatergebieden.

## Beschrijving
De bloempjes zijn blauw en 5-8 mm groot. Er zijn vier kroonblaadjes, waarvan de bovenste het grootste is. Verder zijn er vier kelkblaadjes en twee meeldraden. Beekpunge bloeit in langgesteelde, ijle trossen die in bloei staan tussen mei en september. De bloemtrossen groeien okselstandig, en bevatten twintig tot vijfentwintig bloemen per hoofdje. De plant vormt een 3-4 mm groot bolvormige doosvrucht die onbehaard is.
De planten hebben stevige ronde en gladde stengels. Aan waterkanten liggen ze op de grond en gedeeltelijk ook in het water. Vanuit deze liggende stengels groeien ze gebogen omhoog. De 3,5-5 cm grote, gekartelde tot gezaagde, donkergroene bladeren zijn kort gesteeld en eirond tot langwerpig. De bladbasis loopt wigvormig af naar de steel. De bladeren staan tegenover elkaar aan de stengel. Het blad is enigszins vlezig en glanst. De plant kan volledig ondergedoken blijven, vooral in snelstromend water, de bladeren zijn dan slapper en langer. 

## Bodem
De plant staat op open, zonnige tot licht beschaduwde, natte, matig voedselrijke tot voedselrijke, zwak basische en stikstofrijke, vaak kalkhoudende grond of in ondiep, vaak stromend water. Ze groeit op allerlei grondsoorten maar is gevoelig voor hogere zoutconcentraties. Te zure en/of te voedselarme standplaatsen worden gemeden, Beekpunge is niet erg gevoelig voor waterverontreiniging, maar niet bestand tegen hoogopschietende vegetaties. 

## Verspreiding
Beekpunge groeit vooral bij en in beken, sloten, greppels en plassen en in vochtig akkerland. Ook op kwelplekken, in kleiafgravingen en kalkgroeven is de plant te vinden. Verder in oude rivierlopen, op zeeduinen en in opengetrapte of gereden weilanden, op braakliggende, natte gronden, in moerasbossen, bronbossen, op strandjes van bosbeken, langs dijken en op kiezel- en zandbanken. 
De bolronde doosvruchten gaan open bij vochtig weer. Een op de openstaande vrucht vallende regendruppel volstaat om de zaden uit de doos te laten spatten. Zaden blijven soms aan de poten van vogels hangen die dan voor verspreiding zorgen. Beekpunge weet zich vegetatief te verspreiden doordat afgebroken stukken stengel door het water worden meegenomen en elders wortelen, met de kans dat de plant zich daar vestigt.

## Gebruik
De wat scherp en ietwat bitter smakende bladeren werden vroeger wel gegeten, net als waterkers. Ook werden ze aangewend tegen scheurbuik en opgeblazenheid. In het noorden van Europa verwerkt men het blad nog steeds in salades. Overdaad schaadt echter: de bladeren en jonge scheuten bevatten diuretisch werkende stoffen.